# Płytka osadcza
Płytka osadcza – w budowie maszyn, zabezpieczająca przed przemieszczeniem się elementów. Jest to odmiana pierścienia osadczego, mającego na celu zabezpieczenie np. sworzni przed niekontrolowanym ruchem w innej płaszczyźnie niż oczekiwana – zabezpieczają przed  przesunięciem czołowym, nazywanym również przesunięciem osiowym. Wytwarzane są ze stali: sprężynowej. Powierzchnia ich jest fosfatyzowana lub pokryta cynkiem galwanicznym. Płytki osadcze mają kształt okręgów o płaskim przekroju, które zostały otwarte po jednej stronie. Umieszcza się je w specjalnym rowku wykonanym na wałach, sworzniach czy niewielkich osiach. Płytki nie stykają się całą powierzchnią ze szczeliną, przylegają do niej jedynie trzy wypukłe powierzchnie. Po zastosowaniu płytki osadczej, elementy układu zostają właściwie ustabilizowane względem siebie.